# Alec Ogletree
Alec Ogletree (Newnan, 25 settembre 1991) è un giocatore di football americano statunitense che gioca nel ruolo di linebacker per i Chicago Bears della National Football League (NFL). Fu scelto nel corso del primo giro (30º assoluto) del Draft NFL 2013 dai Rams. Al college giocò a football all’Università della Georgia.

## Carriera

### St. Louis/Los Angeles Rams
Ogletree era considerato uno tra i migliori prospetti tra i linebacker selezionabili nel Draft NFL 2013. Il 25 aprile fu scelto come 30º assoluto dai St. Louis Rams. Debuttò come professionista nella prima gara della stagione vinta contro gli Arizona Cardinals, guidando i Rams con 7 tackle. Nella settimana 6 contro gli Houston Texans, Ogletree intercettò un passaggio del quarterback T.J. Yates e lo ritornò per 98 yard in touchdown, terminando la gara con 10 tackle e il terzo fumble forzato in stagione. Nella settimana 12 stabilì un nuovo primato personale con 11 tackle nella larga vittoria sui Chicago Bears, in cui deviò anche un passaggio. Nel penultimo turno di campionato, vinto contro i Tampa Bay Buccaneers, giocò un'altra buona prova mettendo a segno 8 tackle, 0,5 sack e forzando due fumble. La sua promettente prima stagione terminò con 117 tackle, 1,5 sack, 1 intercetto e 6 fumble forzati.
Nella settimana 11 della stagione 2014, i Rams batterono a sorpresa i Denver Broncos, la squadra col miglior record della AFC con Ogletree che mise a segno un intercetto su Peyton Manning. La sua seconda annata si chiuse con 111 tackle, 2 intercetti e 4 fumble forzati giocando ancora tutte le 16 gare come titolare.
Nella stagione 2015, Ogletree disputò solamente quattro gare a causa della frattura di un perone. Tornato in campo l'anno successivo, fu inserito nel Second-team All-Pro dopo un nuovo primato personale di 136 tackle

### New York Giants
Il 7 marzo 2018, i Rams scambiarono Ogletree e una scelta del settimo giro del Draft 2019 con i New York Giants per una scelta del quarto e sesto giro del Draft NFL 2018. Nel tredicesimo turno mise a segno due intercetti sui quarterback di riserva dei Bears Chase Daniel, ritornandone uno in touchdown nella vittoria ai supplementari per 30-27.

## Palmarès
- Second-team All-Pro: 1

2016
- PFWA All-Rookie Team - 2013